# マルコフ確率場
物理学や統計学において、 マルコフ確率場 (Markov Random Field; MRF)、マルコフネットワーク、無向グラフィカルモデルとは、無向グラフで表現されるようなマルコフ性のある確率変数の集合を指す。言い換えると、確率場がマルコフ性を満たす場合にマルコフ確率場と呼ばれる。
マルコフ確率場は、従属性の表現の仕方においてはベイジアンネットワークに似ている。違いは、ベイジアンネットワークでは従属性は有向非巡回であるのに対し、マルコフ確率場では無向で巡回していても構わないことである。このように、マルコフ確率場はベイジアンネットワークで表現できない種類の従属性を表現できる（たとえば、従属性が巡回するもの）。他方、マルコフ確率場で表現できないが、ベイジアンネットワークで表現できる従属性もある（例えば、因果関係）。マルコフ確率場のグラフは、有限・無限どちらもありうる。
確率変数同士の同時確率が狭義正測度であるとき、マルコフ確率場はギブス確率場とも呼ばれる。これは、Hammersley-Clifford の定理により、確率変数同士の同時確率が真に正なマルコフ確率場は、適切な（局所的な）エネルギー関数を持つギブス測度で表現できるからである。初期のマルコフ確率場としてはイジング模型がある。それどころか、マルコフ確率場はイジング模型を一般化する形で導出された。

## 定義
無向グラフ {\displaystyle {\displaystyle G=(V,E)}} 、および変数の集合{\displaystyle {\displaystyle X=(X_{v})_{v\in V}}} が与えられ、それらが以下のマルコフ性の仮定を満たすとき、マルコフ確率場を成す。
ペアワイズマルコフ性: 隣接しない任意の二変数が、他のすべての変数を与えられたきに条件付き独立になる:
{\displaystyle {\displaystyle X_{u}\perp \!\!\!\perp X_{v}\mid X_{V\setminus \{u,v\}}}}
局所マルコフ性: ある変数に直接つながっている変数が条件付けられたとき、その変数が他のすべての変数と条件付き独立になる:
{\displaystyle {\displaystyle X_{v}\perp \!\!\!\perp X_{V\setminus \operatorname {N} [v]}\mid X_{\operatorname {N} (v)}}}
なお、{\displaystyle {\textstyle \operatorname {N} (v)}}は{\displaystyle {\displaystyle v}}に隣接するノードの集合を表す。
大域マルコフ性: 確率変数の集合の任意の二つの部分集合が、その二つを分割するような部分集合を与えられたとき、条件付き独立になる:
{\displaystyle X_{A}\perp \!\!\!\perp X_{B}\mid X_{S}}
なお、ノード {\displaystyle A} からノード {\displaystyle B} に至るすべての経路が {\displaystyle S} を通るものとする。
上記の三つのマルコフ性は等価ではない。大域マルコフ性は局所マルコフ性より強い仮定であり、局所マルコフ性はペアワイズマルコフ性より強い仮定である。ただし、同時分布が狭義正測度であれば、交差律より上記の三つのマルコフ性は同値になる。

## クリーク分解
確率変数の集合 {\displaystyle X=(X_{v})_{v\in V}} が与えられたとすると、 {\displaystyle X} は集合なので、 {\displaystyle X} がある値 {\displaystyle x} を取る確率は、 {\displaystyle X_{v}} の同時確率と解釈できる。
もしこの同時確率が、次のようにグラフ{\displaystyle G}のクリークに分解可能であったとする:
{\displaystyle P(X=x)=\prod _{C\in \operatorname {cl} (G)}\phi _{C}(x_{C})}
ここで、{\displaystyle \operatorname {cl} (G)}は{\displaystyle G}におけるクリークの集合である。クリーク分解可能であるとき、大域マルコフ性が成り立ち、{\displaystyle X} はグラフ{\displaystyle G}に対してマルコフ確率場を成す。